# 삶의 만족도
삶의 만족도(life satisfaction)는 개인의 삶의 질에 대한 평가이다. 이는 기분, 관계 만족도, 달성한 목표, 자기 개념, 자신의 삶에 대처하는 자기 인식 능력 측면에서 평가된다. 삶의 만족도는 현재의 감정을 평가하는 것이 아니라 자신의 삶에 대한 호의적인 태도를 포함한다. 삶의 만족도는 경제적 지위, 교육 정도, 경험, 거주지 등을 기준으로 측정되었다.
삶의 만족도는 특정 시점에서 개인의 삶에 대한 감정과 태도에 대한 전반적인 평가를 의미하며, 부정적인 평가부터 긍정적인 평가까지 다양하다. 이는 정서적, 심리적, 사회적 측면을 포함하여 다양한 차원의 웰빙을 포괄한다. 삶의 만족도는 개인적 가치관, 문화적 배경, 경제적 조건, 사회적 관계 등의 요인에 의해 영향을 받는다.
삶의 만족은 주관적 웰빙의 핵심 부분이다. 많은 요인들이 주관적인 웰빙과 삶의 만족도에 영향을 미친다. 사회인구통계학적 요인에는 성별, 연령, 결혼 상태, 소득, 교육 등이 포함된다. 심리사회적 요인에는 건강과 질병, 기능적 능력, 활동 수준, 사회적 관계 등이 포함된다. 사람들은 나이가 들수록 삶의 만족도를 얻는 경향이 있다.

## 같이 보기
색인
- 성개발지수
- 사회지표
- 세계 평화 지수그린GNP
- 국민총행복지수
- 지구촌행복지수
- 인간 개발 지수
- 지구생명지수
- 더 나은 삶 지수
- 지속가능 개발 목표
- Where-to-be-born 인덱스
- 세계행복보고서
- 세계 가치관 조사

기타
- 괜찮은 일자리
- 경제인구학
- 경제학
- 경제발전
- 에우다이모니아
- 돌봄 윤리
- 직무 만족
- 인생관
- 심리측정학
- 국제 개발
- 자기성취
- 지속 가능한 발전
- 유엔 국민 계정 체계
- 후생경제학